# 1884 au Québec
Cet article traite des événements survenus en 1884 au Québec. 

## Événements

### Janvier

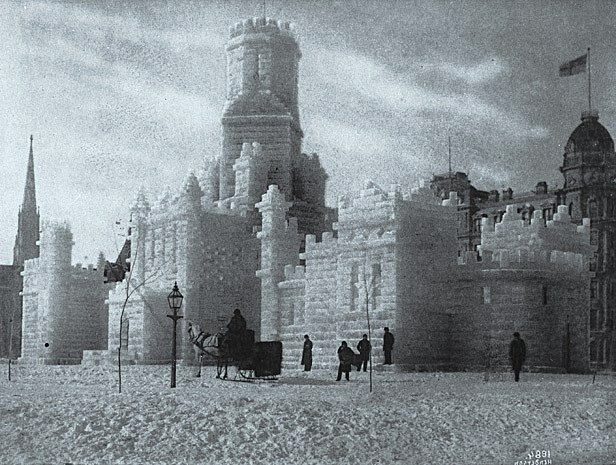
Chateau de glace du Carnaval d'hiver de Montréal

- 10 janvier : s'étant vu refusé une coalition des libéraux et des conservateurs, le premier ministre Joseph-Alfred Mousseau annonce sa démission. Le lieutenant-gouverneur Théodore Robitaille demande à Louis François Rodrigue Masson de former le nouveau gouvernement mais celui-ci, malade, refuse. Finalement, c'est le conseiller législatif John Jones Ross qui accepte la charge[1].
- 22 janvier : Joseph-Alfred Mousseau est nommé juge à la Cour supérieure du Québec.
- 23 janvier : le gouvernement Ross est assermenté. Parmi ses ministres, il y a Louis-Olivier Taillon au poste de procureur général et Edmund James Flynn à celui des commissaires des chemins de fer[2].

### Février
- 9 février : Louis-Olivier Taillon et le trésorier Joseph Gibb Robertson sont réélus lors des élections partielles de Montréal-Est et de Sherbrooke[2].
- 11 février : une députation du Québec se rend à Ottawa y rencontrer le premier ministre canadien John A. Macdonald afin de lui demander un subside fédéral plus élevé que ce qui était prévu. Elle réclame également que le terminus du Canadien Pacifique soit à Québec. Le maire de cette ville, François Langelier est l'un des délégués[3].
- 20 février : John A. Macdonald annonce que le Canadien Pacifique sera prolongé jusqu'à Québec[4].

### Mars
- 1er mars : Jean-Louis Beaudry est réélu à l'élection municipale de Montréal.
- 26 mars : des élections partielles se tiennent dans plusieurs districts. Le conservateur Benjamin Beauchamp est réélu dans Deux-Montagnes. Les libéraux Arthur Turcotte, Arthur Boyer et Joseph-Émery Robidoux remportent celles de Trois-Rivières, Jacques-Cartier et Châteauguay[2].
- 27 mars : ouverture de la troisième session de la 5e législature. Comme la construction de l'Hôtel du Parlement n'est pas tout à fait terminée, les députés siègent dans un local temporaire. Comme John Jones Ross siège au Conseil législatif, c'est Louis-Olivier Taillon qui fait office de chef du gouvernement à l'Assemblée législative[2].

### Avril
- 2 avril : 
  - Edmund James Flynn est réélu lors de l'élection partielle de Gaspé[2].
  - Honoré Mercier prononce un discours vigoureux à l'Assemblée législative portant sur la défense de l'autonomie provinciale.
- 8 avril : l'Assemblée législative rejette une résolution proposée par Honoré Mercier proclamant l'autonomie de la Chambre dans la défense des droits du Québec contre les empiètements du gouvernement fédéral dans sa juridiction[2].
- 12 avril : le Canadien Pacifique annonce que son chemin de fer ne passera pas par Québec parce que trop coûteux. Il passera plutôt par le Maine pour se terminer dans les Maritimes[5].
- 16 avril : 
  - dépôt d'un projet de loi de loterie nationale d'encouragement à la colonisation à l'Assemblée législative. C'est le curé Labelle qui en est à l'origine car il veut ainsi encourager l'arrivée de nouveaux colons dans la région des Laurentides[6].
  - le conservateur Athanase Gaudet remporte l'élection partielle fédérale de Nicolet à la suite de la démission de François Xavier Ovide Méthot.
- 22 avril : l'Université Laval, en constant déficit depuis sa fondation en 1852 menace de fermer. L'Assemblée législative songe à le combler en lui donnant une subvention[7].
- 26 avril : François Langelier est réélu à la mairie de Québec.
- 30 avril : le Conseil législatif refuse d'entériner la loi sur la loterie nationale.

### Mai
- 2 mai : Joseph Gibb Robertson prononce son premier discours du budget à l'Assemblée législative et annonce un budget équilibré d'un peu plus de 5 000 000 $.

### Juin
- 3 juin : Honoré Mercier accuse l'ancien gouvernement Mousseau d'avoir vendu le contrat de construction de l'édifice du Palais législatif à un entrepreneur pour une somme de 10 000 $[8].
- 6 juin : George Irvine est nommé juge.
- 10 juin : 
  - l'Assemblée législative adopte le projet de loi concernant la Bibliothèque de la législature. Le bibliothécaire et les deux commis seront désormais placés sous l'autorité des deux orateurs[2].
  - la session est prorogée.
  - à la demande des Métis de l'Ouest, Louis Riel, en exil aux États-Unis depuis de nombreuses années, retourne au Canada.
  - le libéral François Langelier remporte l'élection partielle fédérale de Mégantic à la suite de la démission de Louis-Israël Côté.
- 17 juin : l'artiste Louis-Philippe Hébert obtient le contrat de construire un monument à Laviolette pour les fêtes du 250e anniversaire de Trois-Rivières[9].
- 19 juin : le conservateur Alfred Lapointe est élu sans opposition lors de l'élection partielle de Vaudreuil[2].
- 24 juin : la Société Saint-Jean-Baptiste de Montréal profite de la Fête nationale pour fêter son cinquantenaire[10].

### Juillet
- 4 juillet : 
  - Trois-Rivières fête son 250e anniversaire.
  - un incendie rase une quarantaine de maisons à Lachine. 75 familles se retrouvent sans abri[11].
- 14 juillet : le conservateur Pierre-Évariste Leblanc remporte l'élection partielle de Laval[2].

### Août
- Août : une campagne de recrutement a lieu au Canada et au Québec pour trouver des volontaires devant aider les Britanniques à reprendre le Soudan alors en pleine révolte.
- 11 août : L'Événement annonce que Louis Riel est de retour au Manitoba.
- 14 août : annonce que l'archevêque de Québec, Elzéar-Alexandre Taschereau, sera bientôt nommé cardinal, devenant le premier Canadien à accéder à ce poste.

### Septembre
- 15 septembre : l'Ocean King quitte Québec pour Alexandrie avec 386 volontaires à son bord[12].
- 17 septembre : un ouragan cause des dégâts considérables à la Haute-Ville de Québec, entre autres sur la façade de l'église Saint-Jean-Baptiste. Plusieurs maisons du quartier Montcalm sont également très endommagées[13].
- 23 septembre : un mandement de l'évêque de Montréal, Édouard-Charles Fabre, annonce la décision du Vatican de maintenir l'Université Laval et sa succursale de Montréal comme la seule université catholique du Québec[14].
- 29 septembre : un nouvel incendie endommage 18 maisons à Lachine[11].

### Octobre
- 4 octobre : Louis François Rodrigue Masson démissionne de son poste de conseiller législatif[2].
- 11 octobre : deux bombes explosent près de la façade de l'Hôtel du Parlement. L'attentat, qui ébranle une bonne partie de la population, ne sera jamais revendiqué[15].
- 20 octobre : le journal La Presse commence à paraître. Son premier propriétaire est l'homme d'affaires William-Edmond Blumhart[16].
- 29 octobre : le libéral John White remporte l'élection partielle de Mégantic[2].

### Novembre
- 5 novembre : une énorme tempête de neige cause des dégâts importants dans la région de Québec et dans le Bas-Saint-Laurent. À Québec, des vagues de 10 à 12 pieds de haut inondent une partie de la Basse-Ville. Des inondations sont également signalées à Rivière-du-Loup et à Rimouski. De plus, le vapeur Ste Croix sombre après que des vents l'ont poussé vers des récifs en face de Cap-Santé. L'équipage s'en tire sain et sauf[17].
- 7 novembre : Rodrigue Masson succède à Théodore Robitaille au poste de lieutenant-gouverneur du Québec.
- 14 novembre : l'évêque québécois Elzéar-Alexandre Taschereau revient de Rome avec l'autorisation du Vatican de régler le problème des biens des Jésuites avec le gouvernement du Québec[18].

### Décembre
- 16 décembre : Louis Riel envoie une pétition des Métis expliquant leurs doléances au gouvernement fédéral.
- 22 décembre : le conservateur Alexis Lesieur Desaulniers remporte l'élection partielle fédérale de Maskinongé à la suite de la mort de Frédéric Houde.

## Naissances
- 26 janvier - Blanche Gauthier (chanteuse) († 8 octobre 1960)
- 12 avril - Maurice Brasset (politicien) († 5 avril 1971)
- 10 juin - Joseph-Édouard Fortin (homme politique) († 9 avril 1949)
- 22 juin - Arthur Maheux (personnalité religieuse) († 30 août 1967)
- 30 juillet - Alexandre Desmarteaux (acteur) († 21 décembre 1926)
- 20 août - Lucien-Hubert Borne (maire de Québec (ville)) († 23 décembre 1954)
- 23 août - Jules Fournier (journaliste) († 16 avril 1918)
- 12 octobre - Philippe Hamel (politicien) († 22 janvier 1954)

## Décès
- 14 janvier - Pierre-Eustache Dostaler (en) (politicien) (º 15 mai 1809)
- 2 février - Charles Dewey Day (homme de loi) (º 6 mai 1806)
- 18 juillet - Christian Henry Pozer (avocat et homme politique) (º 26 décembre 1835)